# Orlovi i plijen
Orlovi i plijen je brončana skulptura francuskog kipara Christophea Fratina. Skulptura je izrađena 1850. godine a od 1863. nalazi se u njujorškom Central Parku. Riječ je o najstarijoj skulpturi postavljenoj u bilo koji njujorški park.

## Povijest
Orlovi i plijen je skulptura koja prikazuje dva orla koji napadaju kozu. Statua se najprije nalazila u Parizu da bi je kasnije Gordon Webster Burnham darovao New Yorku kao donaciju 1863. godine.
Fratinova skulptura prikazuje elementarnu snagu prirode: bespomoćnu kozu koju su kao plijen napala dva orla. Sama skulptura je postavljena u Central Parku samo godinu dana nakon što je komisija parka donijela odluku da se ondje postavi nova statua. Clarence Cook bio je kritičan prema odabiru ovog djela smatrajući ga "divljim i egzotičnim prikazom koji se ne uklapa u mirnu ruralnu ljepotu krajolika". Međutim, Orlovi i plijen su nadmašili prvotno neodobravanje.
Skulptura je 1992. godine očišćena i popravljena te je ostala integralni član grupe kipova iz cijelog 19. i početka 20. stoljeća.

## Vanjske poveznice
- Central Park - Eagles and Prey